# Ilir Tafa
Ilir Tafa  (Lipljan, Kosovo, 1974.) kosovski je kazališni i filmski glumac. Glumio je u Lud, zbunjen, normalan kao Mentor Kosova.

## Filmografija
- Konak kod Hilmije kao Agim Rugoba (2018.)
- Lud, zbunjen, normalan kao Mentor (2012. – 2015.)
- Kod živih kao Cile (2012.)

## Vanjske poveznice
- Ilir Tafa na IMDB